# Timur Chabibulin
Timur Chabibulin (tatarisch Тимур Хәбибуллин, englisch Timur Khabibulin; * 2. August 1995 in Taschkent, Usbekistan) ist ein kasachisch-usbekischer Tennisspieler tatarischer Herkunft.

## Karriere
Timur Chabibulin spielt auf der Profit Tour bislang ausschließlich auf unterklassigen Turnieren der ITF Future Tour und ATP Challenger Tour. Zu Beginn seiner Karriere spielte er für Usbekistan, ab 2011 trat er schließlich für Kasachstan an. Auf der Future Tour konnte er bisher vier Doppeltitel gewinnen. Seinen ersten Erfolg auf der Challenger Tour konnte er 2016 in Astana feiern. Gemeinsam mit seinem Landsmann Alexander Nedowessow setzten sie sich in der Doppelkonkurrenz durch und konnten unter anderem im Finale die topgesetzte Paarung Michail Jelgin und Denis Istomin schlagen. Ein Jahr später konnte er, erneut an der Seite von Nedowjessow, das Turnier in Almaty gewinnen. Durch diesen Erfolg schaffte er mit dem 219. Rang in der Weltrangliste seine bisher beste Platzierung.
2017 debütierte er für Kasachstan in der Weltgruppen-Relegation des Davis Cup gegen Titelverteidiger Argentinien. Er bestritt mit Nedowjessow die Doppelpartie, die sie gegen Máximo González und Andrés Molteni in vier Sätzen gewannen. Insgesamt gewann Kasachstan mit 3:2 und schaffte damit den Aufstieg in die Weltgruppe.

## Erfolge
| Legende (Anzahl der Siege)  |
| Grand Slam                  |
| ATP World Tour Finals       |
| ATP World Tour Masters 1000 |
| ATP World Tour 500          |
| ATP World Tour 250          |
| ATP Challenger Tour (3)     |

### Doppel

#### Turniersiege
| Nr. | Datum             | Turnier | Belag         | Partner               | Finalgegner                      | Ergebnis         |
| --- | ----------------- | ------- | ------------- | --------------------- | -------------------------------- | ---------------- |
| 1.  | 25. November 2016 | Astana  | Hartplatz (i) | Alexander Nedowessow  | Michail Jelgin Denis Istomin     | 7:67, 6:2        |
| 2.  | 6. Oktober 2017   | Almaty  | Sand          | Oleksandr Nedowjessow | Iwan Gachow Nino Serdarušić      | 1:6, 6:3, [10:3] |
| 3.  | 11. Mai 2018      | Qarshi  | Hartplatz     | Wladyslaw Manafow     | Sanjar Fayziyev Joʻrabek Karimov | 6:2, 6:1         |